# 鯉魚山遺址
鯉魚山遺址為一座臺灣的史前文化遺址，位於臺灣臺東縣台東市鯉魚山東側山麓，其遺址海拔高度約在30公尺左右。

## 挖掘概況
鯉魚山遺址最初由於興建龍鳳佛堂整地時挖掘出新石器時代之文物而得名，其挖掘出土之文物有陶器類有陶蓋、缽盆、罐、陶環、陶槌、紡輪等，石器類有斧鋤形器、石刀、石鐮、石杵、雙刃器、錛鑋形器、細長尖器、玦等。而遺跡類方面，除了挖掘出石板棺外，另有板岩石柱及板岩石槽等遺跡出土。
透過從鯉魚山遺址所出土的陶器、石器、石板棺、板岩石柱及板岩石槽以及文物堆積方式的比較，確認鯉魚山遺址在其文化類緣上屬於卑南文化，而根據鯉魚山遺址挖掘中所發現的，陶片與板岩參合，出土數量不少的陶把、罐口緣帶弦紋以及陶容器多帶圈足等等的跡象顯示，鯉魚山遺址與卑南遺址中、晚期文化相近並且與鄰近卑南遺址有密切的來往關係。
根據卑南遺址、漁場南遺址所測出的絕對年代，推測鯉魚山遺址史前文化的相對年代約距今2500到2300年前，顯示鯉魚山早期就有人類活動之跡象。
目前鯉魚山遺址已停止挖掘，並且已出土的文物保存在龍鳳佛堂一樓的古文物展示室中。

## 資料來源
1. 1 2 3 4  .   [1991]. （原始内容存档于2017-03-05）.
2. 1 2  .   [2015-01-19].[永久]
3. 1 2  .   [2015-01-19]. （原始内容存档于2016-03-04）.